# Heliococcus cinereus
Heliococcus cinereus är en insektsart som beskrevs av Goux 1934. Heliococcus cinereus ingår i släktet Heliococcus och familjen ullsköldlöss.
Artens utbredningsområde är Frankrike. Inga underarter finns listade i Catalogue of Life.